# 大分市立坂ノ市中学校
大分市立坂ノ市中学校（おおいたしりつ さかのいちちゅうがっこう）は、大分県大分市坂ノ市南二丁目にある公立中学校。

## 概要
大分市の東部の住宅街に位置する。県内では中規模な中学校で、各学年6〜8学級、全校生徒約700名となっている。地域との関係は比較的良好で、地域交流や挨拶運動が盛んである。また、学校や生徒会が中心となって花を育てる活動や清掃活動を行っている。

## 沿革
- 1947年（昭和22年）4月1日 - 大分県北海部郡坂ノ市町立坂ノ市中学校として創立。
- 1952年（昭和27年）5月31日 - 全校一木ケ丘より移転。
- 1963年（昭和38年）3月10日 - 大分市合併。大分市立坂ノ市中学校となる。

## 通学区域
- 大分市立小佐井小学校通学区

里、里一丁目～三丁目、小佐井一丁目～三丁目、屋山、市尾、川南、王ノ瀬一丁目・二丁目
- 大分市立丹生小学校通学区

一木、丹生、佐野、大分流通業務団地一丁目～三丁目、久土の一部、丹川の一部
- 大分市立坂ノ市小学校通学区

細、久原、坂ノ市、東上野、木田、坂ノ市中央一丁目～五丁目、坂ノ市西一丁目・二丁目、坂ノ市南一丁目～四丁目、久原中央一丁目～四丁目、久原南一丁目・二丁目、日吉原、恵比寿町、浜中、久原北

## アクセス
- 九州旅客鉄道（JR九州）日豊本線　坂ノ市駅より徒歩10分

## 教育方針
校訓　
- 自主
- 協調
- 気力

学校教育目標
- 「自ら学び、豊かな心と逞しい実践力を備えた生徒の育成」

目指す学校像
- 美しい学校…環境や言動や心が美しい学校
- 明るい学校…生徒の顔が生き生きし、明るく大きな声で挨拶する学校
- みんなの学校…生徒、教職員が楽しく活動する学校

目指す生徒像　坂中健児
- 自ら学ぶ生徒
- 自他共に尊重する生徒
- 自ら身体を鍛え、逞しく生きる生徒

## 学校行事
4月
- 入学式
- 親睦交流会

5月
- 市中体連地区大会（市総体）
- 家庭訪問
- 体育大会

6月
- 市中体連総体
- 期末テスト

8月
- 平和の夕べ（ゆうべ）※2019年度を最後に現在は行われていない
- 平和集会

9月
- 生徒会役員選挙
- 職場体験学習

10月
- 市中体連新人大会
- 中間テスト

11月
- 文化発表会
- 2年修学旅行
- 期末テスト

2月
- 学年末テスト

3月
- 卒業式
- 生徒会役員選挙

## 生徒会
生徒会は執行部を中心に、中央・学習・環境・生活委員会がある。平成16年度から収集した空き缶により、車椅子を福祉団体等に寄贈することを目的としたボランティアを行うための「空き缶収集」が開始された。県内の中学校では有数の回収数を誇る。
また、夏休みには放送演劇部が平和の夕べに出演し、生徒会長が平和宣言を述べる。
※平和の夕べとは、坂ノ市地区で行われる平和・人権活動の一環で、地域内の3つの小学校4年生、または5年生（かつては6年生）が劇・発表などを行う。

## 部活動
- 剣道部（男女）
- 卓球部（男女）
- サッカー部
- バスケットボール部（男女）
- 軟式野球部
- 公式テニス部（2024年度より）
- ソフトボール部（女子）
- バレーボール部（男女）
- ソフトテニス部（女子）
- バドミントン部（男女）
- 新体操部
- 柔道部（男女）
- 陸上部（男女）
- 放送演劇部
- 美術部